# Lythrypnus rhizophora
Lythrypnus rhizophora är en fiskart som först beskrevs av Heller och Snodgrass, 1903.  Lythrypnus rhizophora ingår i släktet Lythrypnus och familjen smörbultsfiskar. IUCN kategoriserar arten globalt som otillräckligt studerad. Inga underarter finns listade i Catalogue of Life.